# Tymoteusz (Margaritis)
Tymoteusz, imię świeckie Theodoros Margaritis (ur. 31 sierpnia 1951 w Patras) – grecki duchowny prawosławny w jurysdykcji Patriarchatu Jerozolimy, od 1998 metropolita Wostry.

## Życiorys
W 1970 r. otrzymał postrzyżyny mnisze i święcenia diakonatu, a w 1975 r. prezbiteratu. W 1978 r. uzyskał godność archimandryty. 21 lutego 1988 r. otrzymał chirotonię jako biskup Porfirupolis. Od 1991 r. był arcybiskupem Liddy, a od 1994 metropolitą. 12 lutego 1998 r. mianowany został metropolitą Wostry.